# Ла Рива (Ређо Емилија)
Ла Рива је насеље у Италији у округу Ређо Емилија, региону Емилија-Ромања.
Према процени из 2011. године у насељу је живело 36 становника. Насеље се налази на надморској висини од 184 m.